# Galeazzo Ciano
Gian Galeazzo Ciano (Livorno, 18 de março de 1903 — Verona, 11 de janeiro de 1944) foi um político italiano, 2.º Conde de Cortellazzo e Buccari, genro do ditador Benito Mussolini, ministro de Assuntos Exteriores da Itália, de 1936 a 1943.

## Infância e juventude
Filho do almirante italiano Costanzo Ciano, 1.º Conde de Cortellazzo e Buccari, um veterano e herói da Primeira Guerra Mundial, um dos primeiros membros do Partido Nacional Fascista e reorganizador da Marinha Mercante Italiana na década de 1920. Integrado no movimento fascista junto com seu pai Costanzo, tomou parte na marcha sobre Roma, em outubro de 1922. Durante os primeiros anos da ditadura fascista, Ciano foi designado para cargos diplomáticos na América Latina, inclusive no Brasil, e na Ásia.
Em 1930 casou com Edda Mussolini, filha do ditador Benito Mussolini, com o que passou a engrossar as fileiras dos principais hierarcas do regime fascista. Chegou a ocupar o Ministério da Imprensa e Propaganda.

## Ministro de Assuntos Exteriores
Quando da invasão da Abissínia, atual Etiópia, em 1936, Galeazzo Ciano participou das operações no comando de um esquadrão de bombardeiros, participando inclusive de diversos voos.
Em meados deste mesmo ano foi nomeado para o Ministério de Assuntos Exteriores, exercendo um papel destacado nas negociações que levariam à aliança da Itália fascista com a Alemanha nazista e o Japão Imperial, dando lugar ao Eixo Roma-Berlim-Tóquio. Foi favorável à intervenção italiana na Guerra Civil Espanhola e acompanhou Benito Mussolini à Conferência de Munique, em setembro de 1938. Não obstante, quando a Alemanha invadiu a Polônia em setembro de 1939, Ciano se mostrou contrário a que a Itália entrasse no conflito como aliado alemão e declarasse guerra ao Reino Unido e França, estimulando, ao contrário, uma política de não beligerância. Tal conduta lhe custou angariar, desde então, a desconfiança do Ministro de Assuntos Estrangeiros nazista, Joachim von Ribbentrop.

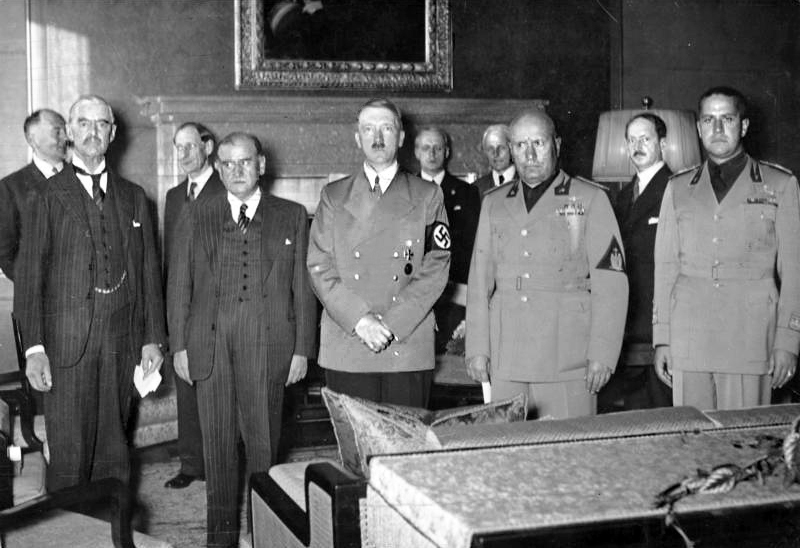
Neville Chamberlain, Édouard Daladier, Adolf Hitler, Benito Mussolini e Ciano, antes da assinatura do Acordo de Munique.

Após a entrada da Itália na Segunda Guerra Mundial como aliada da Alemanha, em junho de 1940, Ciano empenhou-se em demonstrar os malefícios da aliança germano-italiana, por temer que uma hegemonia alemã na Europa viria a causar inevitavelmente a perda da independência italiana. As primeiras derrotas italianas de 1940 em suas campanhas bélicas do Norte da África e na Grécia o convenceram que o regime fascista não teria força militar suficiente para equiparar-se em poderio com seu aliado nazista.
Segundo as anotações de seu diário pessoal, em fins de 1942 e após a derrota germano-italiana na batalha de El Alamein, seguida pelos desembarques norte-americanos no Marrocos e a grave derrota alemã em Stalingrado, Ciano esperava uma paz em separado da Itália com o Reino Unido e os Estados Unidos, como único recurso para rechaçar a hegemonia nazista, salvar a independência italiana, e liberar a Itália de um aliado que já se perfilava como perdedor da guerra. Não obstante, a postura decididamente pró Alemanha de Mussolini e a própria indecisão de Ciano (que não desejava perder sua riqueza e privilégios na qualidade de hierarca fascista e genro do próprio ditador) impediram maior desenvolvimento destes planos.

## Embaixador
Em fevereiro de 1943 deixou o Ministério de Assuntos Exteriores, demitido pelo próprio Mussolini, e logo foi nomeado embaixador junto ao Vaticano. Como continuava sendo membro do Grande Conselho do Fascismo Ciano votou a favor da destituição de Mussolini na sessão de julho de 1943, o que levou à detenção do ditador por ordem do rei Vítor Emanuel III e a formação do governo presidido pelo general Pietro Badoglio. Para evitar ser preso sob a acusação de enriquecimento ilícito logrou fugir para a Alemanha com a ajuda da Embaixada Alemã, onde foi feito prisioneiro pelos nazistas. Esperando, provavelmente, que facilitassem sua ida para algum país neutro, Ciano forneceu aos alemães informações que foram muito úteis para levar a cabo a Operação Carvalho, destinada a libertar Mussolini de sua prisão no Gran Sasso, por um comando alemão liderado por Otto Skorzeny.
Sem embargo, Ciano não teve oportunidade de transladar-se para nenhum país neutro. Devido à grande desconfiança que despertava na cúpula nazista, foi entregue pela Alemanha às autoridades da República Social Italiana, o novo estado que Mussolini estabeleceu no norte da Itália, ocupado pelas tropas alemãs. Junto com outros cinco antigos membros do Grande Conselho Fascista que haviam votado contra o ditador em julho de 1943, foi julgado no simulacro de júri denominado processo de Verona, em janeiro de 1944, acusado de alta traição e colaboração com o inimigo. Condenado à morte sob forte pressão das tropas de ocupação alemãs, foi executado por um pelotão de fuzilamento, após seu sogro rechaçar um pedido de perdão.
Seus diários, conservados por sua esposa Edda Mussolini, foram mais tarde publicados pouco antes do término da Segunda Guerra Mundial, constituindo uma importante fonte histórica sobre o fascismo italiano e a Segunda Guerra Mundial, e tanto mostram as conversações de Ciano com diversos líderes políticos e militares da época, incluindo entrevistas com Joachim von Ribbentrop, Joseph Goebbels, Benito Mussolini, Adolf Hitler, Pierre Laval, Alfred Jodl e Wilhelm Keitel.